# Delphiniobium yezoense
Delphiniobium yezoense är en insektsart. Delphiniobium yezoense ingår i släktet Delphiniobium och familjen långrörsbladlöss. Inga underarter finns listade i Catalogue of Life.